# ركاز لتعزيز الأخلاق
ركاز لتعزيز الأخلاق هي مؤسسة إعلامية توعوية مستقلة وغير ربحية تعمل على تعزيز مكارم الأخلاق  مشرفها العام هو الدكتور محمد إبراهيم العوضي.

## أهداف ركاز
- تحفيز الأفراد والمجتمعات نحو تبني محمود الأخلاق وتطبيقها.[3]
- تقديم النموذج الإنساني والمجتمعي لكل من ينشد الرقي الأخلاقي الذي يجمع ما بين المثالية الحقة والواقعية الصادقة والتطبيق العملي بمنهجية سليمة مستمدة من ديننا الحنيف.[3]
- تحصين الإنسان والمجتمع في مواجهة كل ما يخالف الثوابت الأخلاقية.[3]
- تحقيق التوازن ما بين الإيمان والسلوك من خلال تزكية النفس وتطهيرها.[3]
- تعزيز طاقات الإنسان الأخلاقية من أقوال وأفعال وتوجيهها في مسارها الصحيح.[3]

## إدارة ركاز
- مشرف العام : محمد العوضي.[2]
- مدير العام : علي العجمي.[2]
- نائب المدير العام: نوفل المصارع.[2]
- مستشار: موسى الجويسر.[2]

## مدراء ركاز
- الأمين العام لركز في المملكة الأستاذ / أحمد بن حكم عسيري
- أما مدراء ركاز في المملكة العربية السعودية :

عدنان فابل في جدة
سلطان الحارثي في الرياض
هشام الجبر في الشرقية
رائد الحليس في الطائف
مجدي الغامدي في ينبع
حسن آل سلمان في أبها.
- مدير ركاز في مملكة البحرين : أ. نواف الكوهجي.[4]
- مدير ركاز في دولة قطر :أ. محمد اليهري.[4]
- مدير ركاز في سلطنة عمان :أ. محمد المسافر.[4]
- مدير ركاز في دولة الكويت :أ. مشاري البنوان.[4]
- مدير ركاز في دولة الإمارات العربية المتحدة :أ. سعيد المسيبي.[4]
- مدير ركاز في الجمهورية اليمنية: أ. محمد الشويطر.[4]
- مدير ركاز في الجمهورية الجزائرية: لخضر بومرزوق.[4]
- مدير تحرير المجلة راشد العجمي.[4]

## حملات ركاز
| - على رأسي. - لأني راقي بأخلاقي. - يا زين قيمنا. - يعجبني حياؤك. - أبشر فرحمة الله واسعة. - أمي وأبوي صحبتهم جنة. - سيئات بدلها حسنات. | - ثابت على قيمي. - لذة الطاعة جربها. - فاز من حياتة إنجاز. - رمضان فرصة عمري. - حلو نعيش بمسؤولية. - تقديراً لذاتي أعلنت احترامي. - صحبتك سمعتك - كلامك عنوانك |

## أعمال موسيقية
- أغنية سامح للفنان ماهر زين
- أغنية أعمارنا أعمالنا للفنان ماهر زين

## الوصلات الخارجية
- الموقع الرسمي